# 沈威年
沈威年（英文名：Nelson Shen，1987年2月20日—），台灣男演員、臺北天母人，影視及劇場演員，畢業於國立台灣師範大學附屬高級中學、國立台北藝術大學戲劇系表演組。

## 演出作品

### 電影
| 年份 | 電影名稱                                             | 角色   | 導演     |
| 2008 | 《九降風》（Winds of September）                     | 林博助 | 林書宇   |
| 2009 | 《爸…你好嗎？──放大屁》（How are you, Dad?）         |        | 張作驥   |
| 2011 | 《燃燒吧！歐吉桑》（War Game 229）                   | 威廉   | 黃建     |
| 2012 | 《變羊記》（The Ghost Tales）                        | 阿清   | 左世強   |
| 2014 | 台北工廠II《顫慄》威尼斯影展首映                     |        | 侯季然   |
| 2015 | 《百日告別》（Zinnia Flower）                        | 警官   | 林書宇   |
| 2017 | 《夏天19歲的肖像》（Edge of Innocence）              | 巡警   | 張榮吉   |
| 2020 | 《親愛的房客》（Dear Tenant）                        | 小蔡   | 鄭有傑   |
| 2021 | 《金錢男孩》（Money Boys）                           | 張楓   | C. B. YI |
| 2023 | 《周處除三害》（The Pig, the Snake, and the Pigeon） | 小弟甲 | 黄精甫   |

### 劇場作品
| 年份 | 類型     | 劇團/製作        | 劇目                                   | 角色               | 導演   | 備註                                          |
| 2020 | 舞台劇   | 果陀劇場         | 《解憂雜貨店》                         | 敦仔               | 王慕天 |                                               |
| 2019 | 音樂劇   | 前叛逆男子       | 《新社員》                             | 顧培三(三三)       | 黃緣文 | BL系列Ⅰ 2019四度加演                          |
| 2018 | 音樂劇場 | 再拒劇團         | 《春醒》                               | 梅奇爾             | 黃緣文 | 因演員高華麗開刀，故替補之                    |
| 2016 | 極限震撼 |                  | 《釵》                                 | 王熙鳳             | 廖哲毅 |                                               |
| 2016 | 舞台劇   | 莎妹劇團         | 《百年孤寂》                           | 馬奎斯上校         | Baboo  | 2016TNAF臺南藝術節                            |
| 2016 | 音樂劇   | 前叛逆男子       | 《新社員》                             | 顧培三(三三)       | 黃緣文 | BL系列Ⅰ 2016衛武營藝術祭-戲劇旗艦             |
| 2016 | 音樂劇   | 前叛逆男子       | 《利維坦2.0》                          | 雲豹               | 黃緣文 | BL系列Ⅱ                                       |
| 2015 | 舞台劇   | 娩娩工作室       | 《Doll House》                         | Daddy大兒子        | 林唐聿 | 為特別來賓之一                                |
| 2015 | 音樂劇   | 前叛逆男子       | 《新社員》                             | 顧培三(三三)       | 黃緣文 | BL系列Ⅰ 2015青春加演                          |
| 2015 | 舞台劇   | 大牙齦劇團       | 《后宮活屍傳》                         | 王爺               | 范巴特 |                                               |
| 2015 | 舞台劇   | 國立臺北藝術大學 | 《菲德拉的愛》                         | 希波利特斯         | 吳言凜 | 台北藝術大學劇場藝術研究所 導演四聯合期末呈現 |
| 2015 | 舞台劇   | 不畏虎           | 《太平盛世裡的安全演習》               |                    |        | ft. 影像、裝置 宋艾凌                         |
| 2014 | 音樂劇   | 前叛逆男子       | 《新社員》                             | 顧培三(三三)       | 黃緣文 | BL系列Ⅰ 2014首演                              |
| 2011 | 舞台劇   | 小良戲劇合作社   | 《雙頭鷹》                             | 史丹尼斯           | 莊雲麟 |                                               |
| 2011 | 獨角戲   | 國立臺北藝術大學 | 《太平盛世裡的安全演習》               | 小年、阿威、Nelson | 黃鼎云 | 國立臺北藝術大學戲劇學系畢業製作              |
| 2010 | 舞台劇   | 1911劇團         | 《特斯拉科學之夢》                     |                    | 陳大任 |                                               |
| 2009 | 舞台劇   | 國立臺北藝術大學 | 《Dinner with Friends》 讓我們共進晚餐 |                    | 管罄   | 國立臺北藝術大學戲劇學系畢業製作              |
| 2009 | 舞台劇   | 國立臺北藝術大學 | 《Alfie 風流 妳 我 她》                | 阿飛               | 傅孟柏 | 國立臺北藝術大學戲劇學系畢業製作              |
| 2009 | 舞台劇   | 國立臺北藝術大學 | 《12@夜的變奏曲》                      |                    | 林鹿祺 | 國立臺北藝術大學冬季公演                      |

### 影視作品
| 年份 | 類型       | 製作單位                  | 劇名                              | 角色       | 導演           | 備註                                             |
| 2025 | 電視劇     | 公共電視、CATCHPLAY       | 我們與惡的距離 II                 | 小馬       | 林君陽         | 特別演出                                         |
| 2024 | 電視劇     | 八大戲劇台、MyVideo       | 今夜一起為愛鼓掌                  | 露營區丈夫 | 李俊宏         |                                                  |
| 2023 | 電視劇     | 中視、衛視中文台          | 女兒大人加個賴                    | 碗糕       | 葉鴻偉         |                                                  |
| 2019 | 電視劇     | 華視 中天娛樂台           | 最佳利益                          | 賀航       | 林立書         |                                                  |
| 2019 | 電視劇     | 中視                      | 鑑識英雄II 正義之戰               | 林志傑     | 張佳賢、蔣凱宸 |                                                  |
| 2019 | 電視劇     | 台視                      | 愛情白皮書                        | 酒客       | 李芸嬋、林君陽 | 客串                                             |
| 2018 | 電視電影   | 衛視電影台                | 《我的龜蜜女友》                  |            |                |                                                  |
| 2017 | 學生劇展   | 公視                      | 《鴿籠》                          |            |                |                                                  |
| 2017 | 短片       | 國立臺灣藝術大學電影系    | 《恐慌》（Ghost Island）          | 烏龜       | 王逸鈴         |                                                  |
| 2017 | 電視劇     | 台視                      | 《植劇場－夢裡的一千道牆》        | 巧克力     |                |                                                  |
| 2016 | 電視劇     | 三立電視                  | 戀愛鄰距離                        | 莫丞昊     | 郝心翔         | 客串第68、71-75集                                |
| 2016 | 短片       | 五彩劇組 政大廣電畢業製作 | 深夜轉角                          | 英仁       |                | 「第七屆全國影片校園徵選活動－感動99」初選       |
| 2015 | 學生劇展   | 公視                      | 《夜襲》                          | 弟弟陳成虎 | 王逸鈴         | 入圍38屆金穗獎(學生組劇情類)                     |
| 2015 | 微電影     | 愛上影 I SEEIN            | 《愛要。早知道》                  | 爸爸羅傑   | King Chen      | 兒童福利聯盟的公益微電影                         |
| 2015 | 網路劇     |                           | 《孤獨的美食家》                  | 年輕老闆   | 江丰宏         | 第10集                                           |
| 2014 | 短片       |                           | 《二極發光體》LED金穗獎影展       |            | 朱詩鈺         | 36屆金穗獎電影短片輔導金獲選作品                 |
| 2012 | 電視劇     | 大愛                      | 《迎向驕陽》                      | 楊志惟     | 謝準良         |                                                  |
| 2012 | 電視劇     | 大愛                      | 《家好月圓_(大愛劇場)》           | 游阿田     | 鄭鈞仁、李東錦 |                                                  |
| 2012 | 短片       | 董氏基金會                | 《16歲，那年》                    | 柯博文     | 連盈科         |                                                  |
| 2012 | 短片       | 中國文化大學廣告系        | Although we are stranger 陌生人篇 |            |                | 中國文化大學廣告學系第23屆畢業展iCOM愛溝通宣傳片 |
| 2011 | 短片       |                           | 《不良弱雞》（Rocky Rookie）      | 弱雞       | 游智煒         | 入圍2011高雄電影節國際競賽短片                   |
| 2011 | 網路偶像劇 | 痞客邦                    | 《租屋大戰》                      | 袁興仁     | 文端毅         |                                                  |
| 2010 | 電視劇     | 中視                      | 《女王不下班》                    | 少年童嘉良 | 劉俊傑         |                                                  |
| 2010 | 微電影     | 國立臺灣藝術大學          | 《派對》                          | 林漢       | 畢佳翰         | 國立台灣藝術大學電影學系95級畢業製作             |
| 2010 | 微電影     | 國立臺灣藝術大學          | 《Who's FAULT》                   | 張柏文     | 朱姵華         | 國立台灣藝術大學電影學系95級畢業製作             |
| 2005 | 短片       | 國立師大附中畢聯會        | 國立師大附中學生短片《藍天情聖》  | 情聖       | 陳和榆、沈威年 | 國立師大附中65屆畢業典禮服務獎影片               |

### MV演出
| 年份 | 曲名                                    | 歌手                     | 導演           | 備註                     |
| 2019 | 沒種                                    | 沈安                     | 黃婕妤         |                          |
| 2017 | 2030                                    | 頑童MJ116                | 黃婕妤         |                          |
| 2016 | 如果我變成一首歌 （页面存档备份，存于） | 林宥嘉                   | 歐哲倫         | 電影追婚日記主題曲       |
| 2016 | 了斷                                    | 楊培安                   | VeraSolaris    |                          |
| 2012 | 陪在你身邊                              | 化學猴子                 | 陳勇秀         |                          |
| 2012 | 跑跑跑                                  | 發條人樂團               | INCH           |                          |
| 2012 | 永無島                                  | 安妮朵拉                 | 林彥廷         | 獲得南方原創影音大賞     |
| 2011 | 我們的一百年                            | 郭金發、官靈芝、王彩樺等 | 馬宜中         | 中華民國建國一百年主題曲 |
| 2011 | 空氣人形                                | 豆花妹                   | 鬼斗           |                          |
| 2011 | I服了U                                  | 豆花妹                   | 林炳存         |                          |
| 2011 | 我是幸福的                              | 豆花妹                   | 吳子雲(藤井樹) |                          |
| 2009 | 情歌                                    | 梁靜茹                   | 林書宇         |                          |
| 2020 | 有一種回憶叫我不想再記起                | 管罄                     | 管罄           |                          |

### 音樂
- 師大附中天韻獎重唱組第一名
- 新社員原聲專輯 (序曲-奔馳在心中這件事、搖滾日子、超完美執事、晴天的雲、跑吧美樂斯LIVE)
- 利維坦2.0 原聲專輯

### 廣告
- 2014 白蘭氏美之凍膠原蛋白[17]
- 2011 香格里拉冬山河渡假飯店與永恆水教堂形象廣告[18]

## 外部連結
- 沈威年 Nelson的Facebook專頁
- 沈威年 Nelson X 吳言凜的Facebook專頁（2015年期間限定，2015/12/17已關閉）